# Prata di Principato Ultra
Prata di Principato Ultra – miejscowość i gmina we Włoszech, w regionie Kampania, w prowincji Avellino.
Według danych na 1 stycznia 2022 roku gminę zamieszkiwało 2727 osób (1374 mężczyzn i 1353 kobiety).